# Skelgårds Sogn
Skelgårds Sogn 

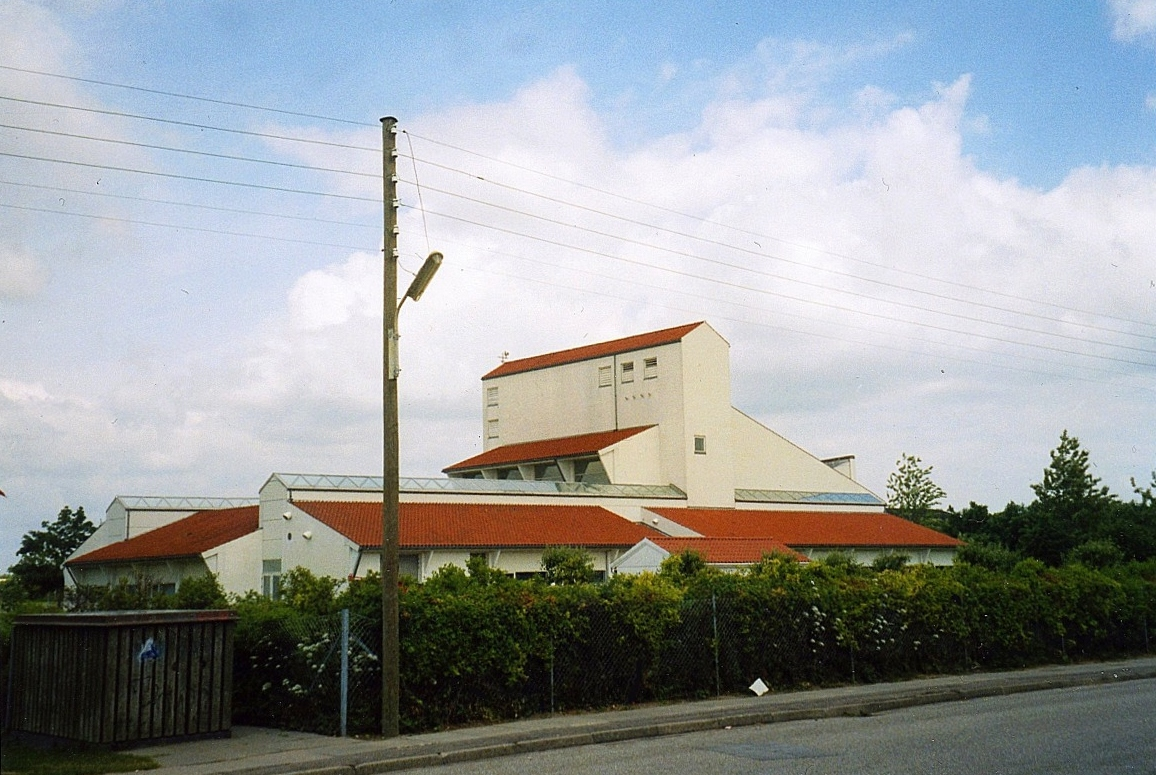
Skelgårdskirken

ist eine Kirchspielsgemeinde (dän.: Sogn)
auf der Insel Amager südöstlich der dänischen Hauptstadt Kopenhagen. Sie entstand am 8. November 1988 durch Abspaltung aus dem Tårnby Sogn. Dieses gehörte bis 1970 zur Harde Sokkelund Herred im damaligen Københavns Amt, danach zur Tårnby Kommune im verkleinerten Københavns Amt. Im Zuge der  Kommunalreform zum 1. Januar 2007 ist die Kommune Teil der Region Hovedstaden geworden ist.
Von den 42.632 Einwohnern von Tårnby leben 14.021 im Kirchspiel Skelgårds (Stand: 1. Januar 2023).
Im Kirchspiel liegt die Kirche „Skelgårdskirken“.
Nachbargemeinde ist im Osten Tårnby Sogn, ferner in der nördlich benachbarten Københavns Kommune (dt.: Kopenhagen) Solvang Sogn und in der südlich benachbarten Dragør Kommune Store Magleby Sogn.